# Oxygonum fruticosum
Oxygonum fruticosum är en slideväxtart som beskrevs av Carl Lebrecht Udo Dammer. Oxygonum fruticosum ingår i släktet Oxygonum och familjen slideväxter. Inga underarter finns listade i Catalogue of Life.